# Балтійське цивільне право
Балтійське цивільне право (також остзейське) — самостійне цивільне законодавство в Балтійському краї Російської імперії, що складався в найближчій спорідненості з німецьким правом. Законодавство мало багато внутрішніх поділів за окремими станами і соціальними класами населення (права земське, міське і селянське) і за окремими губерніями, містами і місцевостями. До кінця XIX століття його кодифікація розрізняла земські права Ліфляндії, Естляндії, Курляндії та Пільтена, міські права Естляндії, Ліфляндії, Курляндії, міста Нарви, а також селянські права, різні для кожної з трьох губерній Балтійського краю.

## Історія
Складність законодавства, як і саме існування в імперії загального права, відмінного від російського, було пов'язано з особливостями історичного розвитку краю і тих політичних впливів, які на нього впливали.

### Німецьке панування
Історія балтійського права починається з моменту завоювання Ліфляндії і Естляндії німцями. Правові відносини більш ранніх мешканців країни не вилились в яку-небудь певну систему, здатну залишити після себе будь-які сліди, вони не йшли далі вироблення незначної кількості грошових штрафів за найважливіші делікти і злочини. Завойовники німецького походження, навпаки, з'явилися в країну з абсолютно певними правовими поглядами і швидко встановили звичний їм порядок речей, пройнятий загальнонімецькими початками феодального ладу. Вироблене і встановлене таким шляхом звичайне право становило основу юридичної розвитку Балтійського краю на весь період єпископського і орденського панування (1198–1561 роки). Законодавству німецького імператора та папи належить в цьому розвитку незначна роль; набагато більша — впливу місцевих єпископів, данських королів для Естляндії і орденських магістратів; значну роль грають також постанови правлячих органів автономних груп, на які розпалося населення краю (ландтагів і міських рад). Про характер і склад норм Балтійського права в цей період свідчать приватні збірки права, основу найдавнішого з них, так званого Вальдемар-Еріхського права (за походженням — першої половини XIII століття, списки — XV і XVI століть), становить право Естляндських васалів, затверджене за ними данським королем Вальдемаром (1202–1241). Воно майже цілком запозичено з німецьких джерел та складено на користь васалів німецького, а не данського походження, попри підпорядкування Естляндії данському пануванню. Збірник древнього лицарського права Ліфляндії, складений за зразком Вальдемар-Еріхського права в 1-й половині XIV століття, містить переробку названого збірника в інтересах Ліфляндського лицарства за допомогою місцевих правових поглядів і постанов «саксонського зерцала», багато з яких, а особливо постанови Вальдемар-Еріхського права, наводяться тут цілком і дослівно. Ліфляндське зерцало, збірка, ймовірно, середини XIV століття, вказує на потребу регулювання не тільки ленного права, яке було предметом вищевказаних збірок, а й інших сторін побуту. Воно являє собою переробку або передачу, часто буквальну, постанов, що стосуються земського права взагалі і як у саксонському зерцалі. Пізніші компіляції мають на меті виклад того ж права для окремих місцевостей (вік-езельське ленне право кінця XV століття складається з постанов Ліфляндського зерцала, Ліфляндського лицарського права і вікського селянського права), доповнення, поширення та систематизацію старих норм (середнє ліфляндське лицарське право, 2-ї половини XIV століття, перероблене ліфляндське лицарське право початку XVI століття), ознайомлення з чинним у Німеччині правом (переробка лангобардського ленного права початку XV століття) або виклад не порушених старими збірками сторін права, і насамперед судочинства (Formulae procuratorum Діонісія Фабрі, 1533—1538 рр.; великою мірою самостійна робота). До числа цих же збірок слід приєднати і Червону книгу (нім. das gemeine freie Ritter-und Landrecht der Lande Harrien und Wierland), складену за ініціативою Естляндського лицарства в 1546 році з майже повним зводом Естляндського лицарського права (Вальдемар-Еріхське право, постанови данських королів та орденських магістратів і переробку лангобардського ленного права). Всі ці збірники дають послідовну картину розвитку земського права Ліфляндії і Естляндії. Міські права мають свою особливу історію. Незабаром після заснування Риги, єпископом Альбертом I були даровані в грамоті 1211 ризьким купцям різного роду пільги і привілеї, збірка яких носила пізніше назву лат. jus Gothorum, хоча це право і не мало нічого спільного з діючим на острові Готланді. Єпископ Миколай, наступник Альберта, в 1238 році надав Ризькій міській раді на її прохання право поліпшити лат. jura Gothlandie, бо вони не цілком підходили до потреб міста. Місто отримало таким чином автономію в юридичній області, і з цього моменту виникає самостійне ризьке міське право, первинний склад якого відомий за двома збірниками, складеними у Ризі в XIII столітті для міст Ревеля та Гапсаля на прохання останніх. Поліпшене Готландське право скоро перестає задовольняти потребам міста, і Рига запозичує для себе право Гамбурга (між 1279 і 1285 роками), список якого 1270 був добре відомий в Ризі. Первісне Гамбурго-ризьке право було незабаром — ймовірно, вже до початку XIV століття — перероблено за допомогою ризько-ревельської, ризько-гапсальської, автономних постанов Риги і частково любекського права. Збірник цього переробленого права мав силу в Ризі до часу шведського панування; саме право було поступово поширено не тільки на міста Ліфляндії, за небагатьма винятками, а й Естляндії і Курляндії. Недоліки ризько-ревельського права привели в Ревелі до рецепції любецького міського права, подарованого місту в 1248 році королем данським Еріком IV. Наступники Еріха підтвердили це дарування і випросили в Любеку списки цього права, отримані в 1257 році латинською, а в 1282 році — нижньонімецькою мовою. Ставши основним джерелом ревельського права, любекське право було подаровано данськими королями і дрібним містах Данської Естляндії, особливо Везенбергу і Нарві. Поруч з пам'ятниками міського та земського прав до нас дійшло і кілька пам'ятників селянського права цього періоду. Найдавнішим з них є збірка Ліфляндського селянського права кінця XII століття, доповненого і розвиненого в іншому збірнику пізнішого часу. Більш великий кодекс селянського права — вік-езельське право, що становить 4-ту книгу вік-езельського ленного права і містить, крім переліку штрафів, визначення відносин селян до панів. Крім названих прав, надавали свій вплив якщо не прямо, то побічно права римське та канонічне, що вважалися субсидіарними і застосовувалися безпосередньо в процесах між духовними особами.

### Польське панування
Період польського панування в Ліфляндії (1561–1621 роки) ознаменувався перенесенням законодавчого верховенства в Варшаву і спробами підпорядкувати подальший розвиток балтійського права польському впливу, попри утвердження за ліфляндцями у привілеї Сигізмунда Августа лат. jura Germanorum propria ас consueta. Польський уряд насамперед бажає прийняття в повному обсязі чужого, магдебурзького або саксонського права, а також і прусського процесу (Ordinatio 1589); на прохання ліфляндців останнє розпорядження, проте, скасовується, і друга Ordinatio 1598 погоджується на вироблення для Ліфляндського дворянства кодексу, складеного з польського, литовського та древнього лицарського Ліфляндського права. Сили закону він, однак, не отримав, і ліфляндський юридичний розвиток продовжував йти старим шляхом. Автономне законодавство дворянських ландтагів і міських рад продовжувало діяльно працювати над цим розвитком. Зокрема, ризька міська рада видає ряд статутів для поповнення свого права, між якими заслуговують уваги судовий статут 1581 і закон про опіки 1591, прийнятий і в інших містах Ліфляндії.

### Шведське панування
Шведське панування в Естляндії (1561–1710 роки) і в Ліфляндії (1629–1710 роки) виразилося в області права спершу в підтвердженні королем Еріком XIV і його наступниками в ряді грамот земських, дворянських і міських прав Естляндії та Ліфляндії, а для останньої — навіть в обіцянках скасування польських узаконень, незгодних з колишніми привілеями Ліфляндського дворянства. Пізніше, однак, шведський уряд робить ряд енергійно спроб до насадження в обох провінціях шведського права. Видані в Швеції на початку XVII століття кодекси земського права (Landslag) і старого міського права (Stadtslag) полегшили поширення шведського права на остзейські провінції. На початку того ж століття шведський уряд запропонував Естляндському і Ліфляндському дворянству ввести у себе шведські закони замість власних. Дворянство рішуче відкинуло цю пропозицію, і шведський уряд в особі герцога Карла для Естляндії і Густава-Адольфа для Ліфляндії обмежився вимогою визнання шведського права як допоміжного. Але і ця вимога викликала протидію, бо до того часу як допоміжне джерело балтійського права утвердилось римське право. Естляндцям вдалося утримати останнє в цьому значенні, і по відношенню до них шведський уряд обмежився вимогою, щоб інститути, запроваджені в життя шведськими законами, діяли за шведськими, а не римськими джерелами права. По відношенню до Ліфляндії воно продовжувало вимагати, щоб першим допоміжним джерелом права вважалися шведські закони. Звідси поява низки видань шведського права на німецькій мові в інтересах практичного його застосування. Деяким місцевостям, як, наприклад, місту Нарві, було «подаровано» цілком шведське право. Набагато рішучіше, ніж в застосуванні загального права Швеції, діяв шведський уряд в поширенні на остзейські провінції нових узаконень, не тільки спеціально для них виданих, але і тих, які мали на меті реформу діючого права самої Швеції. Останнє відбувалося або шляхом спеціальних приписів, або шляхом поступового прийняття. Таким чином Естляндія і Ліфляндія отримали нові статути церковний (1686), опікунський (1669), вексельний (1671), про заповіти (1686), ряд процесуальних законів. Сильне вторгнення шведського елемента в місцеве юридичне життя не припинило, однак, самостійного розвитку останнього, що виражається, з одного боку, в прагненні до кодифікації місцевого права, з іншого — в реформах ряду міських прав. Кодифікація права робиться в інтересах приведення до відома права для шведського уряду та узгодження його з новим правом, а також в інтересах забезпечення його від вторгнень іноземного впливу, але кілька кодифікаційних проєктів (віце-президента Ліфляндського надвірного суду Енгельбрехта, Брандіса, Крузіуса) не отримало затвердження. Що стосується реформ місцевого міського права, то наприкінці XVI століття в Ревелі було отримано нове переглянуте та доповнене видання любецького права, яке з того ж часу входить у вжиток і зберігає значення чинного права до кодифікації 1864 року. Ревель, крім того, бере в цей час любекський вексельний статут 1662 і Ганзейський морський статут 1614 року, видає статут про богоугодних закладах 1621 року, статут про опіку 1697, поширює своє право на сусідні міста (Гапсаль).
У Ризі в 1653 році Мейером та Флігелем був складений проєкт ризького міського права. 1662 року складений в Ризі на основі цієї роботи проєкт кодексу не отримує затвердження шведського короля, але входить у вжиток в Ризі і становить джерело чинного права, подібно новому любецькому праву в Ревелі, до кодифікації 1864 року. Подібно Ревелю, і Рига видає ряд власних статутів і передає своє право дрібним містам Ліфляндії. Сильний вплив на правотворення зробила судова практика, яка ввела ряд нових норм, а також прийняття римського права в Німеччині.

### Розвиток права в Курляндії
Попри підтвердження місцевого права для Курляндії, як і для Ліфляндії, Сигізмундом-Августом, місцеві джерела права були скоро витіснені звідти загальнонімецьким і римським правом, а також нормами, що діяли в прусських землях ордена, оскільки спрямовуючим не було польське законодавство. Роль останнього тут була не дуже значна; шляхом своїх привілеїв, responsa, rescripta, declarationes, конституцій, а також актів комісій, які призначалися для розбору суперечок між герцогами і лицарством, польський уряд вніс, проте, ряд приватних змін до чинного права. Законодавча роль належала герцогам Курляндії, які видали ряд статутів, але з 1717 року влада їх у цьому відношенні значно обмежується згодою ландтагів; їх постанови найчастіше мали характер договорів зі станами. Серед органів законодавства грали деяку роль і самі ландтаги. Загалом місцеві джерела права були вкрай мізерні. Міста Курляндії також не мали самостійного права. Багато хто з них прийняли з самого початку ризьке міське право, деякі (Якобштадт) користувалися магдебурзьким. З плином часу міське право витіснялося земським. Власне законодавство у поповненні запозиченого права було також незначним; серед актів його мають значення лише мітавський, баускський і фрідріхштадтський поліцейські статути. Попри незначну кількість власних джерел права, і в Курляндії зустрічалися спроби кодифікації місцевого права. Перша відноситься до часу Сигізмунда-Августа, коли у відповідь на вимогу його «Привілеїв» скласти місцеві зводи лицарство спробувало створити їх за угодою з герцогом. Спроба не привела ні до яких результатів. Лише Пільтен створив затверджений Сигізмундом III в 1611 звід місцевих законів, складений на основі місцевого права, римського права, німецького та польського законодавства — звід, що зберіг в Російській імперії відому юридичну самостійність за Пільтенським округом . До Курляндії допомога прийшла ззовні: заснована на прохання лицарства в 1616 році польська комісія під головуванням єпископа Йоанна Кукборського видала необхідні для управління краєм закони: так звану «Формулу правління» (Formula regiminis), що містить норми адміністративного права, і курляндські статути під заголовком : лат. Jura et leges in usum nobilitatis Curlandiae et Semigalliae, які містять норми цивільного і кримінального судочинства. Схвалені герцогом і лицарством, ці закони були оприлюднені 18 березня 1718 і отримали силу закону, хоча і немає відомостей про затвердження їх польським королем. Бідність власного права привела в Курляндії до посиленого запозичення римського права, яке переважало в цій губернії і після кодифікації 1864 року, однак поширення юридичної освіти привело до появи самостійної юридичної літератури не тільки з цивільного права (особливо обробка курляндських статутів), але і з державного.

## У Російській імперії
Після анексії країн Балтії Росією почався новий період в історії балтійського права, що закінчився кодифікацією 1864 року. Як і польсько-шведський, цей період відкривається підтвердженням старого балтійського права, привілеїв і переваг, що належать дворянству і містам, — підтвердженням, що містяться в спеціальних жалуваних грамотах імператора Петра I (для Естляндії та Ліфляндії) і Катерини II (для Курляндії). По відношенню до цивільного права дані в цих грамотах обіцянки збереження старого права були витримані російським урядом. До кінця XIX століття скільки-небудь помітного вторгнення російського законодавства в остзейське юридичне життя не спостерігалося; число російських законів в галузі цивільного права, поширених на балтійський край, було вкрай незначним.
Звичним порядком при виданні нових загальноросійських законів була обмовка про непридатність їх до балтійського краю; тому лише невелика кількість поліцейських і фінансових узаконень зробило непрямий вплив на склад діючого остзейського права. Головним фактором правотворення стало римське право. Значення останнього як допоміжного джерела було визнано російською владою в «акордних пунктах». Балтійське право вступило, таким чином, у той же стан, в якому перебувало німецьке право в період запозичення римського права, коли судам і юристам довелося самостійно виробляти нові юридичні, «звичайно-правові» норми. Отримавши в спадщину від попереднього періоду купу старих узаконень і прав різнорідного походження, видозмінених польськими та шведськими законами і значною мірою застарілих, судова практика мала розібратися в цих узаконення і підшукати нові підвалини для їх розвитку та узгодження. При розрізненості між собою судів, які керували юридичним розвитком, ця робота посувалася вкрай нерівномірно і супроводжувалася усіма тими явищами, які характеризують німецьку юстицію XVI–XVIII століть, також позбавлену керівництва законодавства і спиралася переважно на римське право. Практика плуталася в розумінні тубільного права, не вміла погодити з ним нові римські норми і позбавлялася внаслідок цього міцних підвалин правотворення і одноманітності в судових рішеннях. Епоха XVIII століття до того ж є епохою остаточної ломки старих феодальних підвалин і народження нових життєвих відносин, що не укладаються в рамки земського, міського та селянського права. Природною видається за таких обставин нагальна потреба у приведенні діючого права в єдину систему, здатну служити опорою судової практики.

## Кодифікація
У 1728 році Ліфляндське дворянство звертається до російського уряду з вказівками на незручності від невизначеності законів, і з проханням про приведення їх до ладу шляхом складання кодексу. Для цього була утворена комісія з виборних місцевих людей, праці якої не привели, однак, до бажаного результату. За названою комісією в XVIII і XIX ст. працювало п'ять інших, і лише остання доводить справу до кінця. Думка про можливе зближення загальноросійського і остзейського прав не залишає російський уряд в XVIII столітті. Катерина II пише в секретному наставлянні князю Вяземському: "Мала Росія, Ліфляндія і Фінляндія суть провінції, які правляться конфірмованими їх привілеями та порушити оні відмовою всіх раптом дуже непристойно б було, одначе і називати їх чужинцями і обходитися з ними на такій ж підставі є більше ніж помилка, а можна назвати з достовірністю дурістю. Ці провінції також і Смоленську слід найлегшими способами привести до того, щоб вони обрусіли і перестали б дивитись як вовки в лісі ". Точки зору представників місцевих інтересів та російського уряду на кодифікацію, таким чином, розходилися. При перших спробах кодифікації балтійські губернії порівняно швидко доставляють свої проєкти. З приводу кожного, однак, слідує наказ: «взявши за основу колишні ліфляндські права і звіривши їх з тим проєктом, розглянути, чи так йому належить бути або потрібно в чому яку зміну і доповнення учинити, спостерігаючи притому найвищу владу і державний інтерес». Звірення представляє величезні труднощі через брак знаючих осіб, а поправки викликають незадоволення в укладачів проєктів і вказівки на незгоду з привілеями. Пізніше сильно затягуються роботи місцевих комітетів щодо написання проєктів (наприклад для комісії 1819 року). Енергійно роботи з кодифікації остзейського права почалися лише з часу початку складання зводу законів, коли дворянство остзейських губерній звернулося до імператора Миколи I з проханням про підтвердження їх привілеїв і коли було постановлено переконатися в складі цих привілеїв. 1828 року надійшло прохання Риги про затвердження її прав, а генерал-губернатором Паулуччі було представлено доповідь про привілеї дворянства і міст Балтійського краю. Комітет, заснований для розгляду доповіді губернатора і міркування його зі справжніми привілеями в 23 книгах, німецькою, латинською та шведською мовами, не впорався зі своїм завданням і передав справу в II відділення Власної Його Імператорської Величності канцелярії. Тут, під редакцією спеціально для того призначеного ландрата Самсона, складені проєкти зводів окремих частин балтійського права. Цей проєкт потребував великої кількості додатків в звірці з джерелами, чому він і не був виданий в 1845 році, а підданий новій переробці. Після вислуховування та обговорення зауважень представників місцевих інтересів і дерптського юридичного факультету, 12 листопада 1864 кодекс цивільного права Балтійського краю був виданий у світ двома мовами і набрав чинності 1-го липня 1865 року.
Кодекс відрізнявся станово-територіальним характером: різні особи не тільки користувалися різними правами в залежності від приналежності їх до того чи іншого стану («званню»), але і до осіб одного й того ж звання застосовувалися різні закони, залежно від місцевості. Так, наприклад, жителі Ревеля, залежно від того, проживали вони в Нижньому місті або у Вишгороді, користувалися в першому випадку Естляндським міським правом, а в другому — Естляндським земським правом. Ці станово-територіальні права розрізнялися по п'яти областях (Ліфляндія, острів Езель, Естляндія, Курляндія і один округ останньої — Пільтенський); в кожній з цих областей розрізнялися два головних стани — земський або дворянський і міський, з яких кожен отримав від колишніх володарів свої особливі привілеї та права. Прогалини цих станово-територіальних прав доповнювались діючими в усьому Балтійському краї «загальними постановами», запозиченими переважно з права римського, німецького і канонічного, але при рішучому переважанні першого. Значний обсяг остзейського зводу обумовлювався не тільки різноманіттям норм, але також і тією обставиною, що багато статей його являли собою такі загальні визначення (наприклад юридичної угоди, умови тощо), які були б доречніші в підручнику, ніж у чинному кодексі . До найбільших переваг остзейського кодексу належали доступність мови, простота термінології і ясність викладу.

### Організація зводу
У результаті кодифікації вийшов великий цивільний кодекс (4600 статей, в які, проте, не увійшли особливі постанови про приватне право селян), що складав III частину «Зводу місцевих узаконень губерній остзейських» (вид. 1864 р., з продовж. 1890 р.).
Система остзейського зводу дещо нагадує систему 1-ї частини Х тому Зводу законів Російської імперії. За введенням, що містив в собі положення про чинні в балтійських губерніях приватноправові норми, їх види, обсяги дії та інше, слідували чотири книги, які поділялися на розділи, глави і відділення і містили
1. Права та обов'язки сімейні
2. Право речове
3. Право спадкування
4. Право вимог.

До кодексу були включені покажчик джерел і предметний покажчик, складений в алфавітному порядку.

## Особливості
У вченні про осіб остзейських звід містив в собі засноване на римському праві розподіл осіб на фізичні та юридичні із зарахуванням до останніх лежачої спадщини. З обставин, що впливають на юридичне становище особи, перше місце займав стан: розходженням стану обумовлюється відмінність права, що застосовується до цивільних правовідносин різних осіб. Обмежень прав особи внаслідок приналежності його до того чи іншого стану, тим не менш, не існувало: всі особи християнського віросповідання користувалися рівними громадянськими правами; дворяни зберігали лише виключне право на встановлення родоспадкових союзів і фідеїкомісів. Що стосується юридичного становища особи в залежності від статі, то відображенням середньовічного німецького погляду, за яким всі особи беззахисні (wehrlosigkeit) перебувають під опікою, була опіка над повнолітніми жінками (ковертюра) — факультативне піклування над неодруженими і законна опіка чоловіка над одруженими жінками. Особи чоловічої статі користувалися перевагами перед жінками в спадковому праві, наприклад, щодо вотчин, земельних ділянок взагалі, спадкових часток, з іншого боку, за жінками признавалися деякі пільги щодо невідання закону. У постановах про вік, що розрізняли вік до 7 років і від 7 до 21 року, неповнолітнім було надано права відсутніх, саме можливість відновлення прав. Неповнолітнім у ставленні до дієздатності уподібнюються марнотрати, визнані такими судом. Остзейський звід не знає обмежень для іноземців, але найвищим указом 14 березня 1887 такі обмеження встановлені щодо придбання нерухомості в Курляндії та Ліфляндії у власність та в заставне володіння. Положення юридичних осіб, що користуються майновою правоздатністю в дуже великих розмірах, визначається згідно з основами римського права; особливість в порівнянні з останнім представляє, між іншим, широко поширене право спадкування юридичних осіб та невизнання за скарбницею деяких переваг, наданих церкві та благодійним закладам. Постанови зводу про речі загалом відтворюють основи римського права. Головну особливість зводу становить відмінність окремих видів нерухомого майна, невідоме римському праву. Сюди, наприклад, відносяться постанови про земські маєтки, що складаються з панських і селянських земель, з яких останні обов'язково повинні бути віддавані поміщиками в орендне утримання селянам. Найменше запозичень з римського права зустрічається в постановах зводу про шлюб та про особисті і майнові відносини подружжя, які засновані майже суто на засадах німецького права. Звід про опіку та піклування містить в собі римські положення, значно доповнені і частково змінені шведським і російським законодавствами та місцевими постановами; головна відмінність зводу від римського права полягає в необхідній їм, згідно з німецьким поглядом, значній участі особливих опікунських (сирітських) судів, підпорядкованих своєю чергою звичайним судам.

### Речове право
Речове право остзейського зводу містило в собі римські основи, доповнені і видозмінені під впливом німецького права. Чисто римську конструкцію мали сервітути, а з поземельних повинностей (нім. Reallasten) звід містив постанови про «поземельний або постійний оброк», що відповідав емфітевзису. Цілком були засновані на римському праві та статті зводу пов'язані із заставним правом у власному розумінні (нім. Pfandrecht); деякі, в тому числі можливість іпотеки на рухоме майно і допущення мовчазної і генеральної іпотеки, були усунені законом від 9 липня 1889 року, причому різні законні закладні права замінені законним правом утримання. Поряд з цим звід використав і німецький інститут заставного володіння (нім. Pfandbesitz).
Чисто німецьким інститутом було право викупу (нім. Näherrecht). Постанови про власність представляли суміш римських положень і німецьких основ. У зведенні зустрічається «власність розділена, або пряма власність (лат. dominium directum) і користування на правах оной» (лат. dominium utile); прикладами останньої були спадкова оренда, спадкове заставне володіння.

### Спадкове право
Третя книга остзейського зводу відображала в собі різноманітність джерел, що діяли у краї. Згідно з римським правом розрізнялися універсальне і сингулярне спадкоємство після померлого; спадкоємцем називалася тільки особа, яка мала право на всю сукупність майнових відносин померлого, розглянуту до вступу спадкоємця в спадщину як юридична особа (лат. hereditas jacens). Крім двох римських підстав відкриття спадщини — заповіти і закону, — остзейський звід знав ще третю, німецьку, а саме договір про спадкування. Свобода заповіту в Ліфляндії і Естляндії була обмежена відповідно відмінності майна спадкового і набутого, а в Курляндії — тільки по відношенню до родових (тих що дісталися від висхідних родичів по чоловічій лінії) дворянських маєтків, причому обов'язкова частка (у римському сенсі) є в одній тільки Курляндії. Що стосується спадкування за законом, то до нього, як і в німецькому праві, призивалося подружжя спільно з кровними родичами; якщо їх немає — то відомі корпорації та встановлення, нарешті, держава. Щодо подружжя мало значення, чи залишилися в живих вдівець або вдова, чи був шлюб бездітний чи ні. При спадкуванні родичів значення мали природні і юридичні особливості успадкованого майна, відмінність родичів, відокремлених щодо спадкодавця і не відокремлених, відмінність статі успадковуючих осіб. В обчисленні споріднення відбивалися як римські, так і німецькі або канонічні основи.

### Зобов'язальне право
Розділ про зобов'язання був найрозробленішою частиною остзейського зводу, в якому він був викладений за системою, прийнятою в підручниках: спочатку йшла так звана загальна частина зобов'язального права, а за нею слідувала особлива, що викладала окремі види зобов'язань. У цьому відділі, особливо в загальній його частини, до дрібниць було відтворено нове римське право, але деякі спірні в теорії питання були вирішені законодавцем. Поряд з цим, однак, остзейське зобов'язальне право не тільки містило деякі особливості, засновані на місцевих звичаях, а й являло собою подальший розвиток цивільного права в інститутах, невідомих у такому вигляді римському праву і вироблених згідно з вимогами практичного життя доктриною і практикою, головним чином німецькою, а також місцевими звичаями, шведським і російським законодавствами. Новими поняттями були, наприклад, папери на пред'явника, продаж з публічних торгів, договір на видання, договір довічної ренти, страхування, лотерея . При введенні в Балтійському краї в 1889 році Судових Статутів імператора Олександра II, статут цивільного судочинства мав бути приведений у відповідність з матеріальним правом Балтійських губерній. Це призвело, з одного боку, до зміни і доповнення постанов статуту цивільного судочинства, з іншого боку — до створення цілого ряду інститутів, невідомих цивільного процесу внутрішніх губерній. Найголовніші зі змін першої категорії полягають в обмеженні позовної правоздатності і збільшенні числа осіб, які не користуються повною правоздатністю (дружини, зважаючи на опіку над ними чоловіків; марнотратники), в розширенні сили показань свідків, у збільшенні числа відводів, у пом'якшенні правил про перериванні давності пред'явленням позову в суді; особливо сильним змінам піддалися постанови статуту цивільного судочинства про звернення стягнення на рухоме і нерухоме майно, причому законодавцю довелося рахуватися не тільки з особливостями місцевого матеріального права, але і з існуванням в краї іпотечної системи. Компетенція мирових суддів, з одного боку, була скорочена виключенням позовів про особисті образи. До числа інститутів, невідомих цивільному процесу внутрішніх губерній, належали, також примушування позивача до пред'явлення позову (« провокація») і деякі види охоронного судочинства.

## Кінець застосування
В Курземе та Відземе положення остзейського права з деякими змінами (великими в області законів про шлюб) зберігали силу до набрання чинності нового Цивільного закону у 1938 році.